# فرنسیس دسوزا، بارونس دسوزا
فرنسیس دسوزا، بارونس دسوزا (انگلیسی: Frances D'Souza, Baroness D'Souza؛ زادهٔ ۱۸ آوریل ۱۹۴۴) دانشمند بریتانیایی در مجلس اعیان بریتانیا است.  